# Lutherstadt
Lutherstädte (alemão para "cidades de Lutero"; singular: Lutherstadt) referem-se às cidades onde o alemão, reformador protestante Martinho Lutero visitou ou desempenhou um papel importante. Duas cidades, Lutherstadt Eisleben e Lutherstadt Wittenberg, têm "Lutherstadt" em seus nomes oficiais, enquanto Mansfeld-Lutherstadt é o nome extra-oficial de um bairro em Manfeld. Estes três lugares que foram importantes para a vidade de Lutero foram premiados com o "Rótulo de Patrimônio Europeu".

## União deLutherstädte
A União de Lutherstädte foi fundada em 1993, por ocasião do 125º aniversário do monumento em memória de Martin Lutero em Worms. É formado por 16 cidades onde Lutero e seus ensinamentos desempenharam um papel importante. :
- Augsburg: Lutero encontrou o legado papal Thomas Caetano em 1518. Duas sessões da Dieta Imperial para a Confissão de Augsburgo ocorreram em 1530. A paz de Augsburgo foi concluída lá em 1555.
- Coburg : Lutero permaneceu lá durante as negociações para a Confissão de Augsburgo.
- Eisenach : Entre 1498 e 1501, Lutero viveu em Eisenach, onde ele participou da escola Franciscana. Entre 1521 e 1522, Lutero passou dez meses na tradução do Novo Testamento para o alemão, sob o nome de Junker Jörg em Wartburg.
- Eisleben : local de nascimento e da morte de Lutero.
- Erfurt : Lutero estudou na Universidade de Erfurt de 1501 a 1505, em seguida, teve uma conversão religiosa no Mosteiro de Santo Agostinho.
- Halle: Lutero visitou Halle por muitas vezes. Ele viajou de Halle para Mansfeld com Justus Jonas. Seu corpo estava em repouso lá.
- Heidelberg: Lutero explicou a sua teologia na frente de uma congregação do Mosteiro Agostiniano.
- Magdeburg: Lutero frequentou a escola católica na cidade.
- Marburg, Alemanha : Lutero e Ulrich Zwingli encontram-se no Colóquio de Marburgo.
- Nordhausen : a primeira cidade a adotar a doutrina reformada pelo seu conselho municipal, em 1524.
- Schmalkalden : Lutero participou nas negociações para a Liga de Esmalcada.
- Speyer: Protesto em Espira contra uma proibição proibição contra Lutero em 1529.
- Torgau : Lutero foi muitas vezes em Torgau, uma vez que era a sede de seu príncipe-eleitor João da Saxônia e João Frederico I. Em 1544, Lutero inaugurou a igreja do Castelo de Schloss Hartenfels como a primeira igreja protestante recém-construída. Além disso, sua esposa Catarina de Bora lá morreu em 1552.
- Wittenberg: O centro das atividade de Lutero. Lá, ele publicou as 95Teses, queimou o direito canônico e a bula papal Exsurge Domine. É também onde Lutero fez a tradução da Bíblia, o Catecismo Maior, Catecismo Menor e outros documentos.
- Worms: Lutero defendeu suas teses em frente a Dieta de Worms, em 1521.
- Zeitz : Lutero foi, de vez em quando em Zeitz, notavelmente durante a consagração do seu amigo Nikolaus von Amsdorf como o primeiro bispo Protestante. Zeitz é a sede da União dos descententes de Lutero.

## PrêmioDas unerschrockene Wort
Na memória a obra de Martinho Lutero, membros de 16 cidades da União de Lutherstädte têm concedido o prêmio Das unerschrockene Wort ("O intrépido palavra") (10.000 euros) a cada dois anos desde 1996. O prêmio é concedido a pessoas "que, em palavras e em atos, contra a resistência, fez importantes declarações em uma situação ou para uma ocasião especial para o município ou o estado". Vencedores podem ser alemães ou estrangeiros..
O prêmio foi concedido pela primeira vez em Worms, em 1996, e desde 1999 é concedido a cada dois anos. Os vencedores foram :
- 1996: Richard Schröder, teólogo e filósofo, por sua firme posição na RDA. Prêmio atribuído em Worms.
- 1999: Hans Küng, teólogo: adjudicado em Eisenach para a firmeza com que ele representou o seu teses sobre a doutrina da fé Católica.
- 2001: Uta Leichsenring: Presidente da polícia de Eberswalde; Concedido em Erfurt por seu comportamento corajoso contra o extremismo de direita e ataques xenófobos.
- 2003: Gertraud Knoll : Pastor e político austríaco; Premiado em Magdeburg por seu compromisso contra o racismo.
- 2005: Stephan Krawczkyk : Cantor e autor; premiado em Halle por suas apresentações em igrejas, apesar da censura do regime comunista SED.
- 2007: Emel'Zeynelabidin: premiado em Speyer por sua decisão de não usar um lenço de cabeça como muçulmano.
- 2009: Andrea Röpke: jornalista e cientista político; premiado em Zeitz por sua pesquisa sobre grupos de direita e subseqüente luta contra a violência de direita.
- 2011: Dmitri Muratow e Novaya Gazeta : adjudicado em Heidelberg, por seus esforços contra a corrupção e as violações contra os direitos humanos e para o seu apego à liberdade de expressão e de imprensa na Rússia.
- 2013 : Keine Bedienung für Nazistas : Iniciativa de alguns proprietários de hotéis em Regensburg de não fornecer serviços para racistas em suas instituições. Pussy Riot foi nomeado controversamente por esse preço. Premiado em abril de 2013 em Eisleben[5].
- 2015: Mazen Darwish, Advogado e jornalista sírio; e o Centro de mídia e liberdade de expressão da Síria, premiado em Wittenberg.[6]
- 2017: Markus Nierth, ex-prefeito honorário de Tröglitz e sua esposa Susanne Nierth, bem como o casal antinazista Horst e Birgit Lohmeyer, premiado em Torgau por sua ação contra o extremismo de direita.[7]